# Мунсель

1 — крюйс-мунсель, 2 — грот-мунсель, 3 — фор-мунсель

Му́нсель (англ. moonsail — «місячне вітрило») — найвище вітрило (6 ярусу) на вітрильниках з прямим озброєнням. Являє собою пряме летюче вітрило, що ставиться на самому верху щогли, вище трюмселя на трюм-стеньзі (верхній частині бом-брам-стеньги) або на флагштоку. Застосовується на великих вітрильних суднах з насиченим вітрильним озброєнням. Ставиться на додаток до основних вітрил найчастіше при слабких вітрах. Мунсель, як правило, має простіший такелаж, ніж в основних вітрил: часто у мунселя відсутні топенанти і навіть браси.
Залежно від розташування мунселі отримують спеціальні найменування: фор-мунсель (на фок-щоглі), грот-мунсель (на грот-щоглі), крюйс-мунсель (на бізань-щоглі).

Мунселі
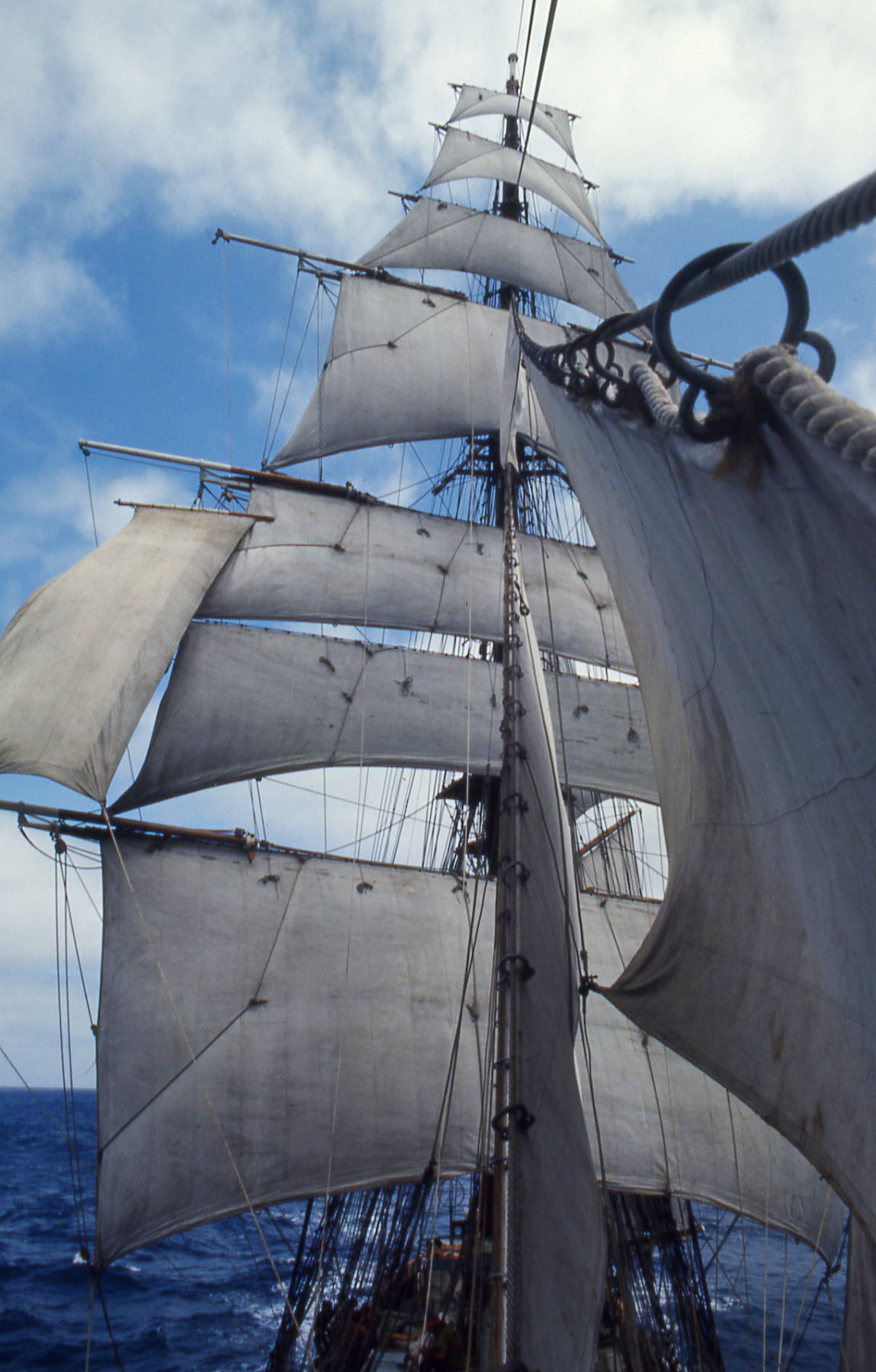
Фок-щогла баркентини Regina Maris Знизу догори: фок, розрізний марсель (ліворуч лісель), брамсель, бом-брамсель, трюмсель, мунсель
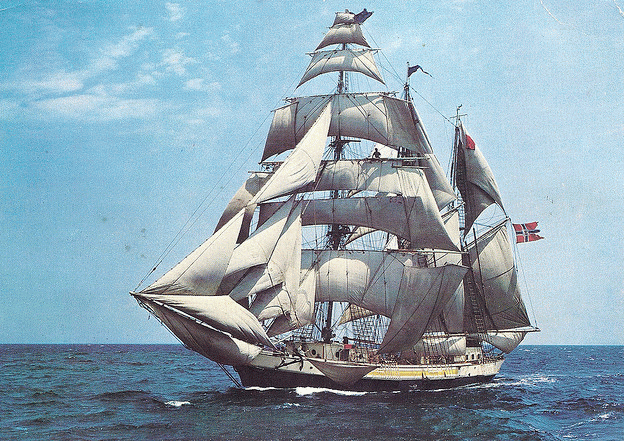
Загальний вигляд баркентини Regina Maris з мунселем нагорі фок-щогли.